# AMO BA-27
L'AMO BA-27 a été la première automitrailleuse produite en Union soviétique, de 1928 à 1931. Durant la première partie de la Seconde Guerre mondiale, ces véhicules ont été utilisés pour la reconnaissance et en support pour l'infanterie. 

## Description
Le BA-27 était un véhicule lourdement blindé installé sur un châssis de camion. Il utilisait la même tourelle et le même armement que le premier char d'assaut soviétique, le T-18 construit durant cette même période. L'arme principale était une copie modifiée du canon français de 37 mm Modèle 1885 TR système Hotchkiss,, complété par une mitrailleuse.

## Production
La production du premier camion soviétique, l'AMO F-15, a commencé en 1924, une copie du Fiat 15Ter construit sous licence.
En utilisant le châssis de ce camion, le bureau d'études du constructeur russe AMO-ZIL a développé le BA-27 en 1927. L'Union soviétique ne disposait d'aucune production de véhicules militaires blindés depuis 1918. À cette époque, l'industrie automobile soviétique était pratiquement inexistante.
Le dernier lot de BA-27 n'utilisait plus le châssis du camion léger Fiat 15 dont la production avait cessé mais reposait sur le châssis du camion léger Ford A. Les caractéristiques de ces deux châssis étaient toutefois insuffisantes pour supporter le très lourd blindage. Environ 20 exemplaires ont été reconditionnés quelques années plus tard sur un châssis plus important, provenant d'un camion lourd à trois essieux, le Ford Timken, dans les ateliers de la Base de réparation no 2 (Rembaz No 2), en prenant la désignation  BA-27M.

## Utilisation
Après de nombreux et longs essais, le nouveau véhicule est entré en service dans l'Armée rouge en 1929. Entre 1928 et 1931, 215 exemplaires ont été pris en compte.
Au 1er juin 1941, 193 exemplaires de BA-27 et BA-27M étaient en service, juste avant le début de l'invasion nazie, l'opération Barbarossa. Au début de la guerre, plusieurs de ces automitrailleuses ont été capturées par l'armée nazie et utilisées dans ses rangs.

## Remarques
1. ↑  (en) Automitrailleuses russes
2. ↑  « First experiences in the development of Russian tank guns », sur survincity.com
3. ↑   « Sujet : Canon revolver Hotchkiss 37 mm : données techniques »
4. ↑  (en) John R. Erickson, The Soviet high command : a military-political history, 1918-1941, Londres, Frank Cass, 2001, 889 p. (ISBN 0-7146-5178-8, lire en ligne)
5. ↑  (en) « BA-3, BA-6 e BA-9 »

## Liens extérieurs
- Constructeur AMO-ZIL